# Огнєн Кржич
Огнєн Кржич (13 березня 1969) — хорватський ватерполіст.
Срібний призер Олімпійських Ігор 1996 року, учасник 2000 року.